# Datames
Datames (? — 362 a.C.) foi um sátrapa da Capadócia durante o Império Aquemênida na Pérsia.

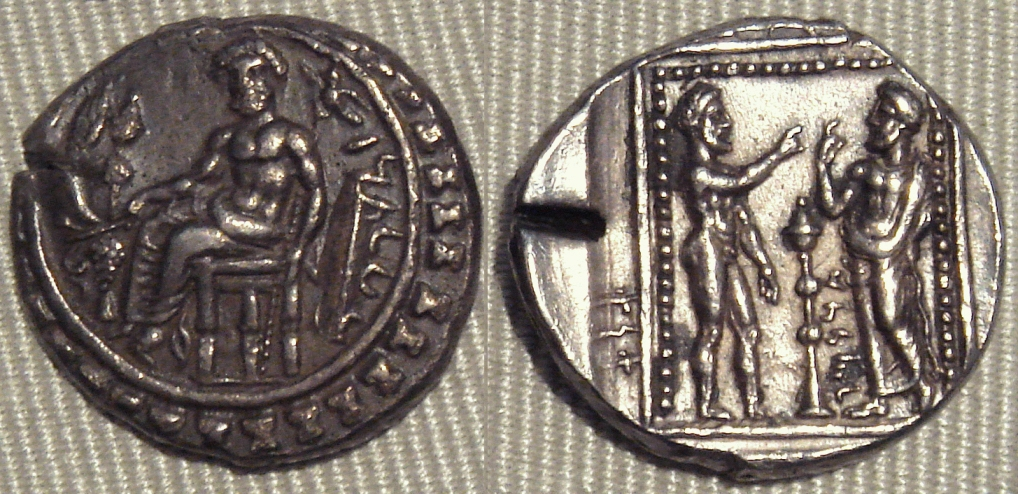
Dracma de Datames

A Capadócia havia sido dada como satrapia para Anafas, um dos Sete Persas, com o privilégio de não pagar tributo à Pérsia. Anafas era filho de Artâmenes, filho de Esmérdis, filho de Galo, filho de Farnaces, rei da Capadócia, e Atossa, tia de Ciro, o Grande. Anafas foi sucedido por seu filho também chamado de Anafas, e este teve dois filhos, Datames e Arimeneu.
Datames, sátrapa da Capadócia, reuniu um exército de vários cavaleiros e vinte mil soldados. O rei enviou o general Artabazo para combater a rebelião. O comandante da cavalaria de Datames, seu sogro  Mitrobarzanes, querendo receber um favor e temendo pela sua segurança, combinou com Artabazo trair seu genro. Datames enviou seus mercenários para atacar os traidores, ao mesmo tempo Artabazo, sem saber da traição e imaginando algum truque, mandou que suas tropas atacassem os cavaleiros. Os homens de Mitrobarzanes foram massacrados, exceto alguns que voltaram para Datanes e pediram perdão. Datames, que não era respeitado como general até então, passou a ser aclamado por sua coragem e sagacidade na arte da guerra, e Artaxerxes II resolveu encomendar o assassinato de Datames.
Datames morreu em batalha contra os persas, lutando bravamente, e foi sucedido por seu filho Ariâmenes.